# Václav Antony
Václav Antony (6. srpna 1904 Blatná – 7. září 1972 Soběslav) byl český římskokatolický kněz, profesor latiny a vězen komunistického režimu v Československu.

## Život
Václav Antony se narodil 6. srpna 1904 v Blatné. Po vysvěcení v roce 1928 odešel do Domažlic, kde působil jako kaplan na arciděkanství při kostele Nanebevzetí Panny Marie. V letech 1937 až 1940 působil jako profesor němčiny a latiny na domažlickém gymnáziu. Od září 1940 do března 1949 vykonával funkci arciděkana.
Dne 8. června 1949 byl odsouzen za velezrady k odnětí svobody na 15 let, peněžité pokutě 100.000 Kč, konfiskaci veškerého majetku a ztrátě občanských práv na dobu 10 let. Obviněn byl ze spolupráce s nelegálním převádění lidí v roce 1948.
Nejprve byl vězně ve vyšetřovací vazbě na Pankráci, později na Jáchymovsku a následně v kněžské izolaci na Mírově. Propuštěn byl v roce 1960 v rámci všeobecné amnestie.
Po propuštění z vězení bydlel u svého bratra v Semošicích u Horšovského Týna. Živil se jako dělník, neboť nedostal státní souhlas k výkonu kněžské činnosti. K výkonu duchovenské činnosti se vrátil až po roce 1968. V letech 1969 až 1971 působil jako administrátor děkanství v katedrále svatého Mikuláše v Českých Budějovicích. Později působil jako administrátor farnosti ve Veselí nad Lužnicí.
Václav Antony zemřel 7. září 1972 v Soběslavi po prodělaném infarktu. Bylo mu 68 let. Pohřben byl v rodinném hrobě na hřbitově v Domažlicích.